# Don Ashby
Donald Allan „Don“ Ashby (* 8. März 1955 in Kamloops, British Columbia; † 30. Mai 1981 in Kelowna, British Columbia) war ein kanadischer Eishockeyspieler, der von 1975 bis 1981 für die Toronto Maple Leafs, Colorado Rockies und Edmonton Oilers in der National Hockey League gespielt hat.

## Karriere
Don Ashby begann seine Karriere als Eishockeyspieler bei den Kamloops Rockets, für die er in der Saison 1971/72 in der British Columbia Hockey League aktiv war. Nach drei Jahren bei den Calgary Centennials aus der Western Hockey League wurde der Angreifer im NHL Amateur Draft 1975 in der ersten Runde als insgesamt sechster Spieler von den Toronto Maple Leafs ausgewählt. Bereits in seiner ersten Spielzeit in der National Hockey League kam Ashby auf 50 Einsätze, bei denen er 21 Scorerpunkte erzielte, darunter sechs Tore. In seinen vier Jahren in Toronto spielte der Kanadier auch regelmäßig für deren jeweilige Farmteams, die Oklahoma City Blazers und die Dallas Black Hawks aus der Central Hockey League und zuletzt die New Brunswick Hawks aus der American Hockey League. 
Am 13. März 1979 wurde Ashby zusammen mit Trevor Johansen im Tausch für Paul Gardner an die Colorado Rockies abgegeben. Bis Ende der Saison 1978/79 stand Ashby noch in elf Spielen für die Rockies auf dem Eis, während er in der folgenden Spielzeit hauptsächlich für deren Farmteam aus der Central Hockey League, die Fort Worth Texans, spielte. Aus diesem Grund wurde Ashby am 25. Februar 1980 von Colorado im Tausch für Bobby Schmautz an die Edmonton Oilers abgegeben. 
Auch von Edmonton wurde Ashby nur sporadisch eingesetzt, so dass er den Großteil der Saison 1980/81 für deren Farmteam Wichita Wind aus der Central Hockey League aktiv war, mit denen er das Finale um den Adams Cup erreichte, allerdings in sieben Spielen den Salt Lake Golden Eagles unterlag. Auf der Rückfahrt vom letzten Finalspiel gerieten Ashby und seine Frau in einen Verkehrsunfall, an dessen Folgen der Kanadier später im Krankenhaus im Alter von 26 Jahren starb. Ashby wurde posthum ins CHL First All-Star Team berufen und der CHL Iron Man Award in Don Ashby Memorial Trophy umbenannt.

## Erfolge und Auszeichnungen
- 1981 CHL First All-Star Team